# Whatever and Ever Amen
Whatever and ever amen è il secondo album dei Ben Folds Five, uscito il 18 marzo del 1997. Il 22 marzo 2005 è stata pubblicata una versione rimasterizzata del disco con sette tracce bonus fra cui b-sides e cover (come Video Killed the Radio Star dei Buggles) e versioni live.
Il titolo dell'album deriva da una frase della canzone Battle of Who Could Care Less, che è stato anche il primo singolo del disco.
L'album è stato registrato fra settembre e ottobre del 1996 nella casa di Ben Folds a Chapel Hill, e ha al suo interno numerose interferenze lo-fi. Ad esempio, al minuto 2:54 di Steven's Last Night in Town si può sentire un telefono squillare; Ben Folds ha in seguito dichiarato che la chiamata inaspettata era da parte di un amico del Minnesota, ma visto che si integrava alla perfezione nel brano si è deciso di lasciarla. Nella canzone Cigarette invece si possono sentire dei grilli in sottofondo.

## Curiosità
- Il testo di Cigarette è ispirato a un articolo di giornale riguardante un uomo che aveva chiesto il divorzio dalla moglie dopo che a questa era stato diagnosticato un tumore al cervello. L'uomo aveva giustificato il gesto dicendo che la moglie non era più la stessa persona che aveva sposato. La canzone ha anche un seguito, "Fred Jones Part Two", nel primo album solista di Ben Folds, Rockin' the Suburbs
- Poco dopo che ha termine la traccia finale, Evaporated, il silenzio è rotto da una voce che urla "Look, man, I got your hidden track right here, pal! Right here! Listen! Ben Folds is a fuckin' asshole!" ("Attento amico, ho la tua traccia nascosta proprio qui! Proprio qui! Ascolta! Ben Folds è un fottuto stronzo!"). Si tratta chiaramente di una parodia delle tracce nascoste, molto comuni nei dischi di quel periodo.
- La traccia One Angry Dwarf and 200 Solemn Faces è stata rifatta dal cantautore olandese VanVelzen, e dal gruppo pop rock, anch'esso olandese, De Poema's (che ha tradotto il testo in olandese e l'ha intitolata "Groot en Belangrijk" ovvero "Grande e importante").

## Tracce

### Versione originale
1. One Angry Dwarf and 200 Solemn Faces
2. Fair
3. Brick (Ben Folds/Darren Jessee)
4. Song for the Dumped (Ben Folds/Darren Jessee)
5. Selfless, Cold and Composed
6. Kate (Ben Folds/Darren Jessee/Anna Goodman)
7. Smoke (Ben Folds/Anna Goodman)
8. Cigarette
9. Steven's Last Night in Town
10. Battle of Who Could Care Less
11. Missing the War
12. Evaporated

Musica e testi di Ben Folds, eccetto dove indicato.

### Versione rimasterizzata (2005)
1. One Angry Dwarf and 200 Solemn Faces
2. Fair
3. Brick
4. Song for the Dumped
5. Selfless, Cold and Composed
6. Kate
7. Smoke
8. Cigarette
9. Steven's Last Night in Town
10. Battle of Who Could Care Less
11. Missing the War
12. Evaporated
13. Video Killed the Radio Star
14. For All the Pretty People
15. Mitchell Lane
16. (Theme From) Dr. Pyser
17. Air
18. She Don't Use Jelly
19. Song for the Dumped (Japanese version)

## Classifiche di vendita
Album - Billboard (Nord America)
| Anno | Chart             | Posizione |
| ---- | ----------------- | --------- |
| 1997 | The Billboard 200 | 42        |

Singoli - Billboard (Nord America)
| Anno | Singolo                       | Chart              | Posizione |
| ---- | ----------------------------- | ------------------ | --------- |
| 1997 | Battle of Who Could Care Less | Modern Rock Tracks | 22        |
| 1997 | Brick                         | Modern Rock Tracks | 6         |
| 1998 | Brick                         | Adult Top 40       | 11        |
| 1998 | Brick                         | Top 40 Mainstream  | 17        |
| 1998 | Song for the Dumped           | Modern Rock Tracks | 23        |

## Formazione
- Ben Folds – piano
- Darren Jessee – batteria
- Robert Sledge – basso

## Altri musicisti
- John Cachings – violoncello
- Alicia Svigals - violino
- Matt Darriau - Clarinetto
- Frank London Tromba
- Caleb Southern - Organo Hammond